# Melica scaberrima
Melica scaberrima är en gräsart som först beskrevs av Ernst Gottlieb von Steudel, och fick sitt nu gällande namn av Joseph Dalton Hooker. Melica scaberrima ingår i släktet slokar, och familjen gräs. Inga underarter finns listade i Catalogue of Life.